# 馥芮白
馥芮白（英語：Flat White），又譯澳白、平白、馥列白、醇艺白，俗稱小白咖啡，是一种以意式浓缩为基底搭配微发奶泡的咖啡饮品，其浓缩咖啡成分高于拿铁，奶泡则较卡布奇诺更薄，口感近乎二者但又别有特色，主要流行于澳大利亚及新西兰，最早出现于20世纪80年代。
馥芮白風味濃郁平衡，咖啡味较重，在濃縮咖啡與牛奶比例上使用多份短濃縮增加濃醇度，一杯約為160至165毫升。
馥芮白风格最早于2005年传至英国，星巴克自2010年起在当地连锁店开售，并在2015年将该产品推广至美国店面。
2011年3月11日，《牛津英语词典》收录“Flat White”词条；2024年同日，Google以首页涂鸦形式纪念。